# Basilosaurus
Basilosaurus (ook wel aangeduid als Zeuglodon) was een van de eerste geslachten van walvissen. Dit zeezoogdiergeslacht behoorde tot de Archaeoceti, een groep die nauw verwant is aan de hedendaagse tandwalvissen. Net als zijn kleinere verwant Dorudon is Basilosaurus vooral bekend uit de afzettingen in Egypte uit het Laat-Eoceen.
Het geslacht Basilosaurus leefde van 41 tot 35 miljoen jaar geleden. Fossielen zijn gevonden in de Amerikaanse staten Louisiana, Alabama en Mississippi (B. cetoides), Egypte (B.isis”).

## Beschrijving
De aalachtige Basilosaurus was vijftien tot achttien meter lang en ongeveer zestig ton zwaar. De eerste skeletten van Basilosaurus werden gevonden omstreeks 1830. Aanvankelijk dacht men dat het om een reusachtig zeereptiel ging, waardoor het dier de naam Basilosaurus oftewel koningshagedis kreeg. Later bleek dat het een primitieve walvis was en werd een alternatieve naam, Zeuglodon (= verbonden tanden), bedacht. Basilosaurus had nog kleine achterpootjes, die laten zien dat zijn voorouders ooit op het land hebben gelopen. Aan de pootjes zijn zelfs nog vijf tenen te onderscheiden. Basilosaurus was in zijn tijd het grootste dier op Aarde en stond in zee aan de top van de voedselketen. Uit vondsten in Egypte blijkt dat deze walvis zich voedde met beenvissen, kleine haaien en zelfs andere, kleinere walvissen. Basilosaurus moet een snelle zwemmer zijn geweest om zijn prooien te grijpen. In vergelijking met de huidige walvissen had Basilosaurus vrij kleine hersenen en aangenomen wordt dan ook dat Basilosaurus een solitair dier was, aangezien sociale dieren meestal over grote hersenen beschikken. Anders dan de hedendaagse walvissen had Basilosaurus grote kiezen om zijn voedsel te kauwen. De tegenwoordige tandwalvissen zoals dolfijnen kauwen niet en slikken hun prooi in zijn geheel door.

## Naam
De naam Basilosaurus is een ongelukkig gekozen naam. De naam is afgeleid van de Oudgriekse woorden βασιλεύς, basileus ('koning') en σαῦρος, sauros ('reptiel'). In 1834 werd er een compleet skelet gevonden van Basilosaurus op een plantage in het zuidwesten van Alabama. De Philadelphia Academy of Natural Sciences bestudeerden het skelet en kwamen tot de conclusie dat het geen hagedis, maar een vleesetende walvissoort was. Hierdoor hernoemde men de soort Zeuglodon.

## Trivia
Fossiele resten van Basilosaurus cetoides mogen niet worden verwijderd van de staat Alabama zonder voorafgaande schriftelijke toestemming van de gouverneur.